# (4359) Berlage
(4359) Berlage es un asteroide perteneciente al cinturón de asteroides descubierto el 28 de septiembre de 1935 por Hendrik van Gent desde la Estación meridional de Leiden, en Johannesburgo, República Sudafricana.

## Designación y nombre
Berlage recibió al principio la designación de 1935 TG.
Posteriormente, en 1991, se nombró en honor del astrónomo y meteorólogo neerlandés Hendrik Petrus Berlage Jr. (1896-1968).

## Características orbitales
Berlage orbita a una distancia media de 2,153 ua del Sol, pudiendo acercarse hasta 1,797 ua y alejarse hasta 2,51 ua. Su inclinación orbital es 1,145 grados y la excentricidad 0,1655. Emplea en completar una órbita alrededor del Sol 1154 días.

## Características físicas
La magnitud absoluta de Berlage es 13,7 y el periodo de rotación de 7,413 horas.